# Håndstoppet tid
Håndstoppet tid er en tid (resultat) i en sportskamp, taget manuelt med et stopur, og ikke elektronisk med et målfoto.
I atletikens mangekamp gøres beregningen af pointtal for håndstoppede sprinttider med et tillæg til de håndstoppede tider på 0,12 sek på 400 meter og 0,24 sek på de kortere distancer. Denne princip anvendes også i ranglister hvor el- og håndstoppede tider blandes. Således svarer en håndstoppet 100 meter tid på 11,0 sek. til en elektronisk på 11,24 sek. 